# Rolf Schneider (Medizinpädagoge)
Rolf Schneider ist ein deutscher Medizinpädagoge und Heilpraktiker.

## Leben
Schneider ist promovierter Medizinwissenschaftler und absolvierte Masterstudiengänge in Higher Education (Professionelle Hochschullehre), Psychologie und komplementärer Medizin mit den Schwerpunkten Klassische Homöopathie und Medizinethnologie. Seit 1992 bildet er Heilpraktiker aus. Er war Direktor der Akademie für komplementäre Medizin und Medizinpädagogik an der Steinbeis-Hochschule Berlin und ist Gründer und Geschäftsführer der Rolf-Schneider-Akademie mit Hauptsitz in Kitzingen, einer staatlich anerkannten Einrichtung der Weiterbildung mit Standorten in elf deutschen Städten. Neben verschiedenen Heilpraktikerausbildungen wird dort u. a. auch eine Weiterbildung in Klostermedizin und Phytotherapie in Zusammenarbeit mit der von dem Medizinhistoriker Johannes Gottfried Mayer begründeten Forschergruppe Klostermedizin angeboten.
Schneider verfasste mehrere Lehrbücher zur Vorbereitung auf die Heilpraktikerprüfung (eine Unbedenklichkeitsprüfung) und entwickelte zahlreiche staatlich genehmigte Fernstudien. Er gründete das Homöopathie-Zentrum Bayern und später das Kompetenzzentrum für Traditionelle Chinesische Medizin und fernöstliche Heilweisen. Außerdem gründete er den Landesverband Mecklenburg-Vorpommern der Union deutscher Heilpraktiker und war deren 1. Vorsitzender.

## Schriften (Auswahl)
- Heilpraktikerprüfung. Urban & Fischer, 1998. ISBN 3437554107
- Heilpraktikerprüfung II. Urban & Fischer, 1999. ISBN 343755106X
- Heilpraktikerprüfung III. Urban & Fischer, 2000. ISBN 3437551361
- Die Mündliche Heilpraktikerprüfung. Mit Erfolg zum Heilpraktiker. Klaus Foitzick Verlag, 2001. ISBN 3929338092
- Lernkarten zur Heilpraktiker-Prüfung. Urban & Fischer, 2010. ISBN 3437551027
- Prüfungsfragen für Tierheilpraktiker. Sonntag, 2011. ISBN 3830492928
- 620 Lernkarten zur Heilpraktikerprüfung: Fragen und Antworten nach Organsystemen geordnet. Urban & Fischer, 2013. ISBN 3437589253